# فرناند غروجان
فرناند غروجان (بالإنجليزية: Fernand Grosjean)‏ (و. 1924 – 2015 م) هو متزلج جبال سويسري، ولد في جنيف، شارك في الألعاب الأولمبية الشتوية 1952، والألعاب الأولمبية الشتوية 1948، توفي عن عمر يناهز 91 عاماً.

## روابط خارجية
- فرناند غروجان على موقع الاتحاد الدولي للتزلج (التزلج على المنحدرات الثلجية) (الإنجليزية)
- فرناند غروجان على موقع أوليمبيديا (الإنجليزية)